# Shiori Yasuma
Shiori Yasuma (安間 志織?, Yasuma Shiori; Okinawa, 22 luglio 1994) è una cestista giapponese.